# Tandrupkerk
De rond 1125 gebouwde Tandrupkerk (Deens: Tandrup Kirke) aan de Tandrup-Kirkevej ten noordwesten van de stad Horsens behoort tot de oudste kerkgebouwen van Denemarken.

## Beschrijving en geschiedenis
Het hoofdgebouw bestaat uit een drieschepige basiliek in romaanse stijl, waarvan de muren met grootschalige resten van de oudste fresco's van het land zijn bedekt. Ze tonen overeenkomsten  met die van de kerk van Jelling, maar in de jaren 1874-1875 werden ze tijdens een slecht uitgevoerde restauratie vernield.
De kerk bestond oorspronkelijk uit een basiliek met een houten ommanteling. In de 14e eeuw werd de kerk in gotische stijl verbouwd. De huidige kerktoren en het wapenhuis (een voorportaal waar mannen bij binnenkomst van de kerk hun wapens moesten afleggen) werd in het kader van deze verbouwing toegevoegd.
Opmerkelijk zijn de grote afmetingen van de kerk. Opgravingen bewezen echter dat zowel ten noorden als ten noordwesten van de kerk vroeger bebouwing stond. Waarschijnlijk behoorde het kerkgebouw tot een landgoed van een welstandig persoon, die mogelijk ook de kerk liet bouwen.

## Interieur
De 29 vergulde altaarreliëfs van de kerk bevinden zich tegenwoordig in het Nationaal Museum in Kopenhagen. Het altaar dat nu in de kerk staat opgesteld is bekleed met kopieën van gedreven koper. De oorspronkelijk plaats van het altaar is net als de ontstaansperiode omstreden. De reliëfs tonen scènes van de monnik Poppo en Harald Blauwtand. Aan de koorbogen zijn romaanse fresco's van Kaïn en Abel en in het koorgewelf bevindt zich een fresco van Adam en Eva die uit het paradijs worden verdreven.
Het doopvont wordt tot de best bewaarde granieten romaanse doopvonten van Oost-Jutland gerekend en kenmerkt zich door de ongewone motieven. In plaats van de Jutlandse leeuw is het versierd met de symbolen van de evangelisten en met rankwerk en menselijke figuren omgeven. Aan de vierkante voet staan engelen afgebeeld.
De altaartafel en de kansel vertegenwoordigen de renaissance en stammen uit het begin van de 16e eeuw.